# Marian Chilewski
Marian Adam Chilewski (ur. 10 maja 1892 w Leńczach Górnych, zm. 27 listopada 1939 w Băile Herculane) – pułkownik piechoty Wojska Polskiego, działacz niepodległościowy, kawaler Orderu Virtuti Militari.

## Życiorys
Urodził się 10 maja 1892 we wsi Leńcze Górne, w ówczesnym powiecie wadowickim Królestwa Galicji i Lodomerii, w rodzinie Alojzego, agronoma, i Franciszki z Pawlikowskich. Uczył się w c. k. Gimnazjum IV (Realnym) w Krakowie, w którym w czerwcu 1911 złożył maturę. W tym samym roku rozpoczął studia na Wydziale Lekarskim Uniwersytetu Jagiellońskiego, gdzie 28 listopada 1913 zaliczył pierwsze rigorosum. 1 września 1912 wstąpił do Związku Strzeleckiego.
6 sierpnia 1914 wstąpił do Legionów Polskich. Walczył w szeregach 4 kompanii V batalionu I Brygady Legionów Polskich. Awansował na sierżanta. 25 października 1915 został ranny pod Kuklami. 28 kwietnia 1916 został mianowany chorążym, a 1 listopada tego roku awansowany na podporucznika piechoty. 4 lipca 1916 wyróżnił się w bitwie pod Kostiuchnówką. 30 września 1917, po kryzysie przysięgowym, został wcielony do armii austro-węgierskiej, w której służył do 30 października 1918. 
18 listopada 1918 wstąpił do batalionu strzelców krakowskich. Dowodził kompanią na wojnie z Ukraińcami. 12 stycznia 1919 został ranny pod Bartatowem. 
W czasie wojny z bolszewikami walczył jako dowódca III batalionu 5 pułku piechoty Legionów. 15 lipca 1920 został zatwierdzony z dniem 1 kwietnia 1920 w stopniu majora, w piechocie, w grupie oficerów byłych Legionów Polskich. Rozkazem Dowództwa 2 Armii nr 1517/I został mu przyznany order Virtuti Militari. 10 września 1920 ówczesny dowódca 5 pp Leg., podpułkownik Stanisław Skwarczyński sporządził wniosek na odznaczenie orderem Virtuti Militari.
W 1921 pełnił służbę w 85 pułku piechoty na stanowisku kierownika wyszkolenia. 3 maja 1922 został zweryfikowany w stopniu majora ze starszeństwem od 1 czerwca 1919 i 268. lokatą w korpusie oficerów piechoty. 10 lipca tego roku został przeniesiony do 86 pułku piechoty i zatwierdzony na stanowisku pełniącego obowiązki zastępcy dowódcy pułku. Później wrócił do 85 pp na takie same stanowisko. 1 grudnia 1924 prezydent RP nadał mu stopień podpułkownika z dniem 15 sierpnia 1924 i 72. lokatą w korpusie oficerów piechoty. Po awansie został zatwierdzony na stanowisku zastępcy dowódcy 85 pp. Od 20 maja 1926 do 25 maja 1928 pełnił obowiązki komendanta Oficerskiej Szkoły Piechoty w Warszawie (od 28 września 1926 w Ostrowi Mazowieckiej). Następnie został przeniesiony do 58 pułku piechoty w Poznaniu na stanowisko dowódcy pułku. 10 listopada 1930 prezydent RP nadał mu stopień pułkownika ze starszeństwem z 1 stycznia 1931 i 9. lokatą w korpusie piechoty. W październiku 1935 został mianowany dowódcą piechoty dywizyjnej 3 Dywizji Piechoty Legionów w Zamościu. W 1938 został mianowany szefem Biura Personalnego Ministerstwa Spraw Wojskowych w Warszawie. Po 17 września 1939 znalazł się w Królestwie Rumunii. Zmarł 27 listopada 1939 w Băile Herculane.
Był żonaty z Marią Czarnecką (ur. 1897), z którą miał córkę Danutę (ur. 1927).

## Ordery i odznaczenia
- Krzyż Srebrny Orderu Wojskowego Virtuti Militari nr 318[1] – 16 lutego 1921[27][28]
- Krzyż Niepodległości – 13 kwietnia 1931 „za pracę w dziele odzyskania niepodległości”[29][30]
- Krzyż Oficerski Orderu Odrodzenia Polski – 11 listopada 1935 „za zasługi w służbie wojskowej”[31][32]
- Krzyż Walecznych czterokrotnie[33] (po raz trzeci i czwarty „za udział w b. Legionach Polskich”[34])
- Złoty Krzyż Zasługi dwukrotnie[33]
- Medal Pamiątkowy za Wojnę 1918–1921[1]
- Medal Dziesięciolecia Odzyskanej Niepodległości[1]
- Odznaka „Za wierną służbę”
- Krzyż Komandorski łotewskiego Orderu Pogromcy Niedźwiedzia[1]
- Krzyż Komandorski jugosłowiańskiego Orderu Świętego Sawy[35][36]
- Krzyż Kawalerski francuskiego Orderu Narodowego Legii Honorowej[19]
- Srebrny Medal Waleczności 2 klasy[2]